# كيمي تايلور

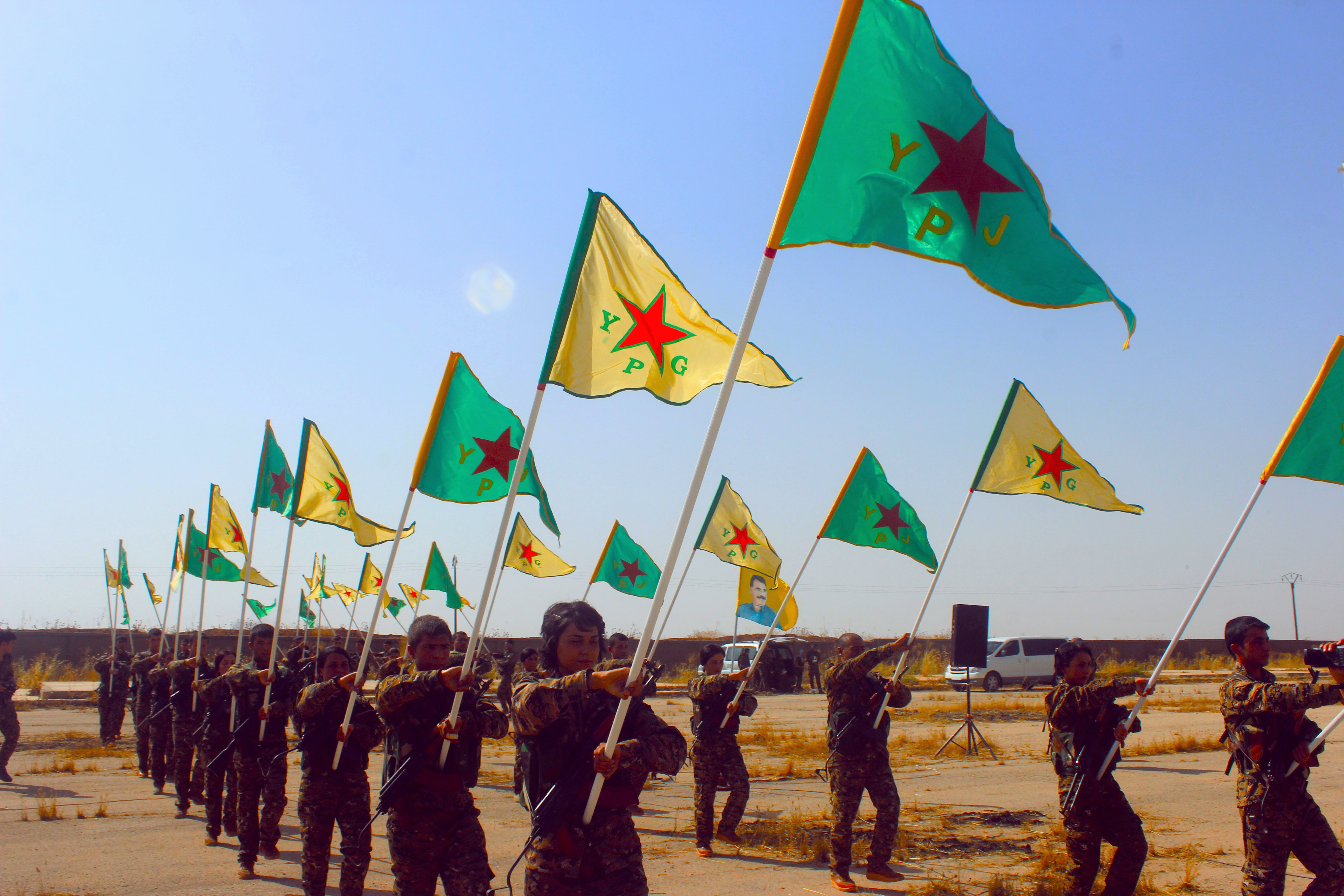
مقاتلي وحدات حماية الشعب ووحدات حماية المرأة.

كيمبرلي تايلور (بالإنجليزية: Kimmie Taylor)‏ (من مواليد 1989) تعرف أيضا باسم زيلان لمار، مقاتلة انجليزية مع وحدات حماية المرأة الكردية. أول امرأة بريطانية تنضم إلى الميليشيات النسائية في سوريا وهي عضو في الفريق الاعلامي المقاتل، وشاركت في معركة الرقة عام 2017.

## السيرة الذاتية

### النشأة
ولدت كيمبرلي تايلور عام 1989 عمل والدها فيل في التعليم، نشأت في داروين بالقرب من بلاكبرن، لانكشاير، انتقلت العائلة بعد ذلك إلى منطقة مرزيسايد، عندما كانت كيمبرلي في سن المراهقة. درست الرياضيات في جامعة ليفربول في أوائل العشرينات من عمرها. سافرت تايلور بمفردها إلى أفريقيا، أمريكا الجنوبية وأوروبا وأصبحت ناشطة سياسية يسارية وعملت ككاتبة في المجلات والمواقع.

### سوريا
في منتصف عام 2015 سافرت تايلور إلى سوريا لتغطية الذكرى السنوية الأولى لمجزرة سنجار في أغسطس 2014 لموقع صديق لها على الإنترنت. تأثرت تايلور من محنة اللاجئين الذين صادفتهم وعقدت العزم على القيام بكل ما في وسعها في الحرب ضد تنظيم الدولة الإسلامية (داعش). عادت إلى انجلترا لفترة قصيرة ثم بدأت الدراسة للحصول على درجة الماجستير في النظرية السياسية في جامعة ستكهولم. في مارس 2016 سافرت إلى منطقة الإدارة الكردية في شمال سوريا لتغطية بدايات الحرب النسائية الكردية هناك لصحيفة سويدية. احتضنت الأيديولوجية المناهضة الرأسمالية التي وجدتها في المنطقة ثم قررت التخلي عن دراستها والانضمام إلى وحدات حماية المرأة. لتصبح بذلك هي أول امرأة بريطانية تفعل ذلك. أوضحت في إحدى تصريحاتها لصحيفة الجارديان في فبراير 2017 أن دوافعها للانضمام إلى صفوف المحاربين كانت من أجل العالم كله من أجل جميع الأشخاص المضهدين في كل مكان.
منذ انضمامها إلى الحروب الكردية النسائية تعلمت تايلور الكردية وتدربت على حمل الاسلحة وتكتيكات المعارك في الأكاديمية العسكرية، بالإضافة إلى دراسة السياسة في المنطقة. سريعا ما أصبحت عضوا في الفريق الاعلامي المقاتل وكانت تقوم بانتاج صورا وفيديوهات تغطي فيها أحداث الحرب الكردية. صرحت في إحدى الحوارات قائلة:
"في الواقع، لا أقوم بتصوير أي فيديوهات على مدار اليوم، باستثناء الأوقات التي نتعرض فيها للهجوم".
شاركت تايلور في معركة الرقة وشهدت هزيمة داعش هناك، كما أعربت عن رغبتها في زيارة أسرتها في المملكة المتحدة على الرغم من أنها ستتعرض للاعتقال إذا فعلت ذلك.

## وصلات خارجية
- حوار مع كيمي تايلور